# 도리스 듀크 (1945년)
도리스 듀크(Doris Duke, 본명(本名)은 도리스 커리(Doris Curry), 1945년 5월 29일 ~ 2019년 3월 21일)는 미국의 소울 음악 가수 겸 작사가이다.

## 주요 이력
1963년 가수 첫 데뷔하였다. 1969년에 《I'm A Loser》라는 곡으로 히트하기도 하였으며 그 후 부군(夫君)과 함께 1982년에서 1984년까지는 부군(夫君)과 함께 독일 주재 미국 대사 예하 비서관 직을 지내기도 하였고 1984년에서 1985년까지는 캐나다 주재 미국 대사관 대사 예하 비서관 직을 지냈으며 1985년 인도 주재 미국 대사 예하 비서관 직을 잠시 지낸 이후 부군과 함께 1985년에 미국으로 귀국하여 지냈으며 1985년에서 1986년까지 미국 조지아 주지사 예하 비서관 직을 지냈다. 한때 미국 공화당 문화예술행정특보위원 직에 있었지만 공화당 탈당한 후 미국 민주당 문화예술행정공보위원 직을 지냈으나 민주당마저도 탈당하였다. 그 후 2005년 12월에 가수 분야 복귀 관련 컴필레이션 앨범을 발표하였다.